# كلاود سترايف
كلاود سترايف (بالإنجليزية: Cloud Strife)‏ هو شخصية خيالية والبطل الرئيسي في لعبة فيديو تقمص الأدوار من سكوير (الآن سكوير إنكس) عام 1997، فاينل فانتازي 7 والنسخة الجديدة عالية الدقة، والعديد من تتابعاتها وفرعها. في فاينل فانتازي 7، يعتبر كلاود مرتزقًا يدعي أنه سابقًا لسولدر، وهي مجموعة من نخبة الجنود الخارقين الذين توظفهم شركة شنيرا إلكترك باور، وهي شركة عملاقة مسؤولة عن استنزاف الحياة من الكوكب. ينضم كلاود إلى مجموعة المقاومة أفالانتش في القتال ضد شنيرا، وبدافع من العداء مع رئيسه السابق، الخصم الأساسي سيفروث، يتعلم كلاود قبول ماضيه المضطرب ويتكيف مع دوره كقائد.
تظهر كلاود مرة أخرى كبطل في فيلم الرسوم المتحركة بالحاسوب لعام 2005، فاينال فانتازي 7: ظهور الأطفال، والذي يحارب فيه تهديدًا جديدًا يتكون من ثلاثة يهاجمون حلفائه بينما يتعامل أيضًا مع مرضه النهائي، «جيوستيغما». يلعب دورًا داعمًا في مجموعة أخرى من عناوين فاينل فانتازي 7، ويظهر في العديد من الألعاب الأخرى خارج استمرارية فاينل فانتازي 7 وطباعة اللعبة الأصلية لعام 2020. بالإضافة إلى ذلك، ظهر في سلسلة كينغدوم هارتس بواسطة سكوير إنكس، وفي سلسلة سوبر سماش برذرز بواسطة نينتندو.
صُمِمَ كلاود بواسطة تتسويا نومورا، فنان شخصي لسلسلة فاينل فانتسي، والذي توسع دوره أثناء تطوير العنوان ليشمل الإشراف على شخصية كلاود. يوشينوري كيتاسي، مخرج فاينل فانتازي 7، وكازوشيجي نوجيما، أحد مخططي أحداث اللعبة، القصة وأرادوا إنشاء شخصية غامضة تصرفت بشكل غير معتاد لبطل. بعد فاينل فانتازي 7، تولى نومورا مسؤولية أكبر عن تطوير كلاود، وتمت مراجعة تصميمه ليتوافق بشكل أفضل مع تحول السلسلة إلى أسلوب أكثر واقعية.
حظي كلاود بقبول إيجابي في المقام الأول من النقاد. وصف بأنه مبدع، وقد استشهد به بشكل إيجابي كمثال على كتابة الشخصيات المعقدة في ألعاب الفيديو، كأحد الرواة غير الموثوق بهم، ولصورة اللعبة لاضطرابها النفسي. لقد احتل مرتبة عالية في قوائم الشخصيات المختلفة التي جمعتها منشورات ألعاب الفيديو، ولا يزال يحظى بشعبية بين المعجبين، واستمر في احتلال مكانة عالية في استطلاعات الشعبية التي أجرتها فاميتسو وغينيس وغيرها من المنظمات. كان توصيفه وتصميمه بمثابة مجاز لشخصيات أخرى، وأبرزها لايتنينغ من فاينل فانتازي 13. لقد أصبح أيضًا أساسًا لمجموعة متنوعة من البضائع، مثل شخصيات الحركة والمجوهرات. عُبِرَ عن كلاود من قبل العديد من الممثلين، حيث كانت العروض الصوتية الإنجليزية لستيف بورتون وكودي كريستيان موضوع الثناء.